# Düne
Düne es una isla del grupo de Helgoland, perteneciente a Alemania. La isla se encuentra localizada en el mar del Norte. Düne pertenece al estado federado (Bundesland) de Schleswig-Holstein.
La isla mide 1,25 kilómetros de largo en su parte más larga, y 850 metros de ancho, ocupando una superficie total de 40 hectáreas. La isla es un importante destino turístico, especialmente en verano al contar con un pequeño camping y el aeropuerto de Helgoland. Destaca por la presencia de poblaciones de focas.